# Milano-Torino 2022
Milano-Torino 2022 var den 103. udgave af det italienske cykelløb Milano-Torino. Det blev kørt den 16. marts 2022 med mål i Rivoli, i nærheden af Torino i regionen Piemonte. Løbet var en del af UCI ProSeries 2022. Løbet blev vundet af britiske Mark Cavendish fra Quick-Step Alpha Vinyl.

## Resultater
| \| Samlede stilling \| Samlede stilling \| Samlede stilling \| Samlede stilling \| Samlede stilling \| \| Rytter \| Rytter \| Hold \| Tid \| \| \| ---------------- \| ------------------ \| ---------------------------------- \| ---------------- \| ---------------- \| \| 1. \| Mark Cavendish \| Quick-Step Alpha Vinyl \| 4t 31' 22" \| \| \| 2. \| Nacer Bouhanni \| Arkéa-Samsic \| + 0" \| \| \| 3. \| Alexander Kristoff \| Intermarché-Wanty-Gobert Matériaux \| + 0" \| \| \| 4. \| Max Kanter \| Movistar Team \| + 0" \| \| \| 5. \| Peter Sagan \| TotalEnergies \| + 0" \| \| \| 6. \| Andrea Vendrame \| AG2R Citroën Team \| + 0" \| \| \| 7. \| Michael Mørkøv \| Quick-Step Alpha Vinyl \| + 0" \| \| \| 8. \| Ben Swift \| Ineos Grenadiers \| + 0" \| \| \| 9. \| Simone Consonni \| Cofidis \| + 0" \| \| \| 10. \| Biniam Girmay \| Intermarché-Wanty-Gobert Matériaux \| + 0" \| \| |                    |                                    |            |
| |                    |                                    |            |
| Kilde: ProCyclingStats |                    |                                    |            |
| Samlede stilling |                    |                                    |            |
| Rytter | Rytter             | Hold                               | Tid        |
| 1. | Mark Cavendish     | Quick-Step Alpha Vinyl             | 4t 31' 22" |
| 2. | Nacer Bouhanni     | Arkéa-Samsic                       | + 0"       |
| 3. | Alexander Kristoff | Intermarché-Wanty-Gobert Matériaux | + 0"       |
| 4. | Max Kanter         | Movistar Team                      | + 0"       |
| 5. | Peter Sagan        | TotalEnergies                      | + 0"       |
| 6. | Andrea Vendrame    | AG2R Citroën Team                  | + 0"       |
| 7. | Michael Mørkøv     | Quick-Step Alpha Vinyl             | + 0"       |
| 8. | Ben Swift          | Ineos Grenadiers                   | + 0"       |
| 9. | Simone Consonni    | Cofidis                            | + 0"       |
| 10. | Biniam Girmay      | Intermarché-Wanty-Gobert Matériaux | + 0"       |

## Hold og ryttere
| UCI WorldTeams (14)- AG2R Citroën Team - Astana Qazaqstan Team - Bora-Hansgrohe - Cofidis - EF Education-EasyPost - Ineos Grenadiers - Intermarché-Wanty-Gobert Matériaux - Israel-Premier Tech - Movistar Team - Quick-Step Alpha Vinyl - BikeExchange-Jayco - Team DSM - Trek-Segafredo - UAE Team Emirates UCI ProTeams (6)- Alpecin-Fenix - Arkéa-Samsic - Bardiani-CSF-Faizanè - Drone Hopper-Androni Giocattoli - Eolo-Kometa - TotalEnergies |
| |

### Danske ryttere
| Danske ryttere på startlisten |                   |                        |           |
| Rygnummer                     | Rytter            | Hold                   | Placering |
| 47                            | Frederik Wandahl  | Bora-Hansgrohe         | 110       |
| 135                           | Michael Mørkøv    | Quick-Step Alpha Vinyl | 7         |
| 184                           | Asbjørn Hellemose | Trek-Segafredo         | 45        |

* DNF = gennemførte ikke

### Startliste
| AG2R Citroën Team ACT | AG2R Citroën Team ACT   | AG2R Citroën Team ACT |
| --------------------- | ----------------------- | --------------------- |
| Nr.                   | Rytter                  | Placering             |
| 1                     | Greg Van Avermaet (BEL) | 36.                   |
| 2                     | Benoît Cosnefroy (FRA)  | 15.                   |
| 3                     | Bob Jungels (LUX)       | 33.                   |
| 5                     | Michael Schär (SUI)     | DNS                   |
| 6                     | Gijs Van Hoecke (BEL)   | 72.                   |
| 7                     | Andrea Vendrame (ITA)   | 6.                    |

| Alpecin-Fenix AFC | Alpecin-Fenix AFC       | Alpecin-Fenix AFC |
| ----------------- | ----------------------- | ----------------- |
| Nr.               | Rytter                  | Placering         |
| 11                | Jakub Mareczko (ITA)    | 19.               |
| 12                | Kristian Sbaragli (ITA) | 25.               |
| 13                | Tobias Bayer (AUT)      | 24.               |
| 14                | Simon Dehairs (BEL)     | 40.               |
| 15                | Jimmy Janssens (BEL)    | 109.              |
| 16                | Lionel Taminiaux (BEL)  | 96.               |

| Astana Qazaqstan Team AST | Astana Qazaqstan Team AST | Astana Qazaqstan Team AST |
| ------------------------- | ------------------------- | ------------------------- |
| Nr.                       | Rytter                    | Placering                 |
| 21                        | Vincenzo Nibali (ITA)     | 54.                       |
| 22                        | Gleb Brussenskij (KAZ)    | 61.                       |
| 23                        | Fabio Felline (ITA)       | 27.                       |
| 24                        | Michele Gazzoli (ITA)     | 73.                       |
| 25                        | Jevgenij Giditj (KAZ)     | 52.                       |
| 26                        | Antonio Nibali (ITA)      | 118.                      |
| 27                        | Artjom Zakharov (KAZ)     | 49.                       |

| Bardiani CSF Faizanè BCF | Bardiani CSF Faizanè BCF | Bardiani CSF Faizanè BCF |
| ------------------------ | ------------------------ | ------------------------ |
| Nr.                      | Rytter                   | Placering                |
| 31                       | Sacha Modolo (ITA)       | 57.                      |
| 32                       | Iker Bonillo (ESP)       | 116.                     |
| 33                       | Luca Covili (ITA)        | 71.                      |
| 34                       | Filippo Fiorelli (ITA)   | 12.                      |
| 35                       | Martin Marcellusi (ITA)  | 127.                     |
| 36                       | Fabio Mazzucco (ITA)     | DNF                      |
| 37                       | Alessandro Tonelli (ITA) | 56.                      |

| Bora-Hansgrohe BOH | Bora-Hansgrohe BOH     | Bora-Hansgrohe BOH |
| ------------------ | ---------------------- | ------------------ |
| Nr.                | Rytter                 | Placering          |
| 41                 | Wilco Kelderman (NED)  | 91.                |
| 42                 | Giovanni Aleotti (ITA) | 97.                |
| 43                 | Cesare Benedetti (POL) | 37.                |
| 44                 | Marco Haller (AUT)     | 62.                |
| 45                 | Luis-Joe Lührs (GER)   | DNS                |
| 46                 | Ide Schelling (NED)    | 66.                |
| 47                 | Frederik Wandahl (DEN) | 110.               |

| Cofidis COF | Cofidis COF              | Cofidis COF |
| ----------- | ------------------------ | ----------- |
| Nr.         | Rytter                   | Placering   |
| 51          | Simone Consonni (ITA)    | 9.          |
| 52          | Thomas Champion (FRA)    | 65.         |
| 53          | Davide Cimolai (ITA)     | DNS         |
| 54          | Alexandre Delettre (FRA) | 68.         |
| 55          | Szymon Sajnok (POL)      | 14.         |
| 57          | Hugo Toumire (FRA)       | 51.         |

| Drone Hopper-Androni Giocattoli DRA | Drone Hopper-Androni Giocattoli DRA | Drone Hopper-Androni Giocattoli DRA |
| ----------------------------------- | ----------------------------------- | ----------------------------------- |
| Nr.                                 | Rytter                              | Placering                           |
| 61                                  | Eduard-Michael Grosu (ROU)          | 16.                                 |
| 62                                  | Juan Diego Alba (COL)               | 124.                                |
| 63                                  | Ricardo Zurita (ESP)                | 67.                                 |
| 64                                  | Umberto Marengo (ITA)               | 28.                                 |
| 65                                  | Didier Merchán (COL)                | 123.                                |
| 66                                  | Filippo Tagliani (ITA)              | 20.                                 |
| 67                                  | Natnael Tesfatsion (ERI)            | 87.                                 |

| EF Education-EasyPost EFE | EF Education-EasyPost EFE | EF Education-EasyPost EFE |
| ------------------------- | ------------------------- | ------------------------- |
| Nr.                       | Rytter                    | Placering                 |
| 71                        | Alberto Bettiol (ITA)     | 39.                       |
| 72                        | Hugh Carthy (GBR)         | 112.                      |
| 73                        | Esteban Chaves (COL)      | 38.                       |
| 74                        | Ben Healy (IRL)           | 121.                      |
| 75                        | Alex Howes (USA)          | 79.                       |
| 76                        | Jonas Rutsch (GER)        | 29.                       |
| 77                        | James Shaw (GBR)          | 104.                      |

| Eolo-Kometa EOK | Eolo-Kometa EOK           | Eolo-Kometa EOK |
| --------------- | ------------------------- | --------------- |
| Nr.             | Rytter                    | Placering       |
| 81              | Alessandro Fancellu (ITA) | 84.             |
| 82              | Giovanni Lonardi (ITA)    | 78.             |
| 83              | Mirco Maestri (ITA)       | 42.             |
| 84              | Edward Ravasi (ITA)       | 90.             |
| 85              | Samuele Rivi (ITA)        | 93.             |
| 86              | Diego Sevilla (ESP)       | 81.             |
| 87              | Daniel Viegas (POR)       | 129.            |

| Ineos Grenadiers IGD | Ineos Grenadiers IGD       | Ineos Grenadiers IGD |
| -------------------- | -------------------------- | -------------------- |
| Nr.                  | Rytter                     | Placering            |
| 91                   | Laurens De Plus (BEL)      | 120.                 |
| 92                   | Eddie Dunbar (IRL)         | 60.                  |
| 93                   | Michał Kwiatkowski (POL)   | 32.                  |
| 96                   | Cameron Wurf (AUS)         | 119.                 |
| 97                   | Ben Swift (GBR) (landevej) | 8.                   |

| Intermarché-Wanty-Gobert Matériaux IWG | Intermarché-Wanty-Gobert Matériaux IWG | Intermarché-Wanty-Gobert Matériaux IWG |
| -------------------------------------- | -------------------------------------- | -------------------------------------- |
| Nr.                                    | Rytter                                 | Placering                              |
| 101                                    | Alexander Kristoff (NOR)               | 3.                                     |
| 102                                    | Biniam Girmay (ERI)                    | 10.                                    |
| 103                                    | Andrea Pasqualon (ITA)                 | 64.                                    |
| 104                                    | Simone Petilli (ITA)                   | 117.                                   |
| 105                                    | Lorenzo Rota (ITA)                     | 85.                                    |
| 106                                    | Loïc Vliegen (BEL)                     | 92.                                    |
| 107                                    | Georg Zimmermann (GER)                 | DNF                                    |

| Israel-Premier Tech IPT | Israel-Premier Tech IPT    | Israel-Premier Tech IPT |
| ----------------------- | -------------------------- | ----------------------- |
| Nr.                     | Rytter                     | Placering               |
| 111                     | Alessandro De Marchi (ITA) | 99.                     |
| 112                     | Alexander Cataford (CAN)   | 107.                    |
| 113                     | Itamar Einhorn (ISR)       | 17.                     |
| 114                     | Derek Gee (CAN)            | 22.                     |
| 115                     | Omer Goldstein (ISR)       | 26.                     |
| 116                     | Alastair MacKellar (AUS)   | 108.                    |
| 117                     | Corbin Strong (NZL)        | 18.                     |

| Movistar Team MOV | Movistar Team MOV         | Movistar Team MOV |
| ----------------- | ------------------------- | ----------------- |
| Nr.               | Rytter                    | Placering         |
| 121               | Alex Aranburu (ESP)       | 102.              |
| 122               | Will Barta (USA)          | 55.               |
| 123               | Iñigo Elosegui (ESP)      | 53.               |
| 124               | Iván García Cortina (ESP) | 63.               |
| 125               | Abner González (PUR)      | 86.               |
| 126               | Max Kanter (GER)          | 4.                |
| 127               | Gonzalo Serrano (ESP)     | 89.               |

| Quick-Step Alpha Vinyl QST | Quick-Step Alpha Vinyl QST    | Quick-Step Alpha Vinyl QST |
| -------------------------- | ----------------------------- | -------------------------- |
| Nr.                        | Rytter                        | Placering                  |
| 131                        | Mark Cavendish (GBR)          | 1.                         |
| 132                        | Mattia Cattaneo (ITA)         | 70.                        |
| 133                        | Rémi Cavagna (FRA) (landevej) | 47.                        |
| 134                        | Dries Devenyns (BEL)          | 111.                       |
| 135                        | Michael Mørkøv (DEN)          | 7.                         |
| 136                        | Pieter Serry (BEL)            | 95.                        |
| 137                        | Louis Vervaeke (BEL)          | 113.                       |

| Arkéa-Samsic ARK | Arkéa-Samsic ARK          | Arkéa-Samsic ARK |
| ---------------- | ------------------------- | ---------------- |
| Nr.              | Rytter                    | Placering        |
| 141              | Nacer Bouhanni (FRA)      | 2.               |
| 142              | Donavan Grondin (FRA)     | 58.              |
| 143              | Romain Hardy (FRA)        | 125.             |
| 144              | Kévin Ledanois (FRA)      | 126.             |
| 145              | Miguel Flórez López (COL) | 44.              |
| 146              | Clément Russo (FRA)       | 30.              |
| 147              | Alessandro Verre (ITA)    | 31.              |

| BikeExchange-Jayco BEX | BikeExchange-Jayco BEX      | BikeExchange-Jayco BEX |
| ---------------------- | --------------------------- | ---------------------- |
| Nr.                    | Rytter                      | Placering              |
| 151                    | Sam Bewley (NZL)            | 128.                   |
| 152                    | Tsgabu Grmay (ETH)          | 88.                    |
| 153                    | Kaden Groves (AUS)          | 101.                   |
| 154                    | Amund Grøndahl Jansen (NOR) | 122.                   |
| 155                    | Alexander Konysjev (ITA)    | 75.                    |
| 156                    | Cameron Meyer (AUS)         | 103.                   |

| Team DSM DSM | Team DSM DSM          | Team DSM DSM |
| ------------ | --------------------- | ------------ |
| Nr.          | Rytter                | Placering    |
| 161          | Alberto Dainese (ITA) | 13.          |
| 162          | Thymen Arensman (NED) | 80.          |
| 163          | Nikias Arndt (GER)    | 76.          |
| 164          | Marco Brenner (GER)   | 50.          |
| 165          | Chris Hamilton (AUS)  | 77.          |
| 166          | Lorenzo Milesi (ITA)  | 69.          |
| 167          | Martijn Tusveld (NED) | 43.          |

| TotalEnergies TEN | TotalEnergies TEN            | TotalEnergies TEN |
| ----------------- | ---------------------------- | ----------------- |
| Nr.               | Rytter                       | Placering         |
| 171               | Peter Sagan (SVK) (landevej) | 5.                |
| 172               | Edvald Boasson Hagen (NOR)   | 83.               |
| 173               | Niccolò Bonifazio (ITA)      | 94.               |
| 174               | Fabien Grellier (FRA)        | 114.              |
| 175               | Alan Jousseaume (FRA)        | 115.              |
| 176               | Paul Ourselin (FRA)          | 82.               |
| 177               | Julien Simon (FRA)           | 23.               |

| Trek-Segafredo TFS | Trek-Segafredo TFS            | Trek-Segafredo TFS |
| ------------------ | ----------------------------- | ------------------ |
| Nr.                | Rytter                        | Placering          |
| 181                | Matteo Moschetti (ITA)        | 100.               |
| 182                | Tony Gallopin (FRA)           | 98.                |
| 183                | Amanuel Ghebreigzabhier (ERI) | 74.                |
| 184                | Asbjørn Hellemose (DEN)       | 45.                |
| 185                | Jacopo Mosca (ITA)            | 105.               |
| 186                | Simon Pellaud (SUI)           | 34.                |
| 187                | Antonio Tiberi (ITA)          | 48.                |

| UAE Team Emirates UAD | UAE Team Emirates UAD      | UAE Team Emirates UAD |
| --------------------- | -------------------------- | --------------------- |
| Nr.                   | Rytter                     | Placering             |
| 191                   | Diego Ulissi (ITA)         | 46.                   |
| 192                   | Ivo Oliveira (POR)         | 41.                   |
| 193                   | Andrés Camilo Ardila (COL) | 106.                  |
| 194                   | Rui Costa (POR)            | 35.                   |
| 195                   | Alessandro Covi (ITA)      | 59.                   |
| 196                   | Ryan Gibbons (RSA)         | 21.                   |
| 197                   | Sebastián Molano (COL)     | 11.                   |

| AG2R Citroën Team ACT | AG2R Citroën Team ACT   | AG2R Citroën Team ACT |
| --------------------- | ----------------------- | --------------------- |
| Nr.                   | Rytter                  | Placering             |
| 1                     | Greg Van Avermaet (BEL) | 36.                   |
| 2                     | Benoît Cosnefroy (FRA)  | 15.                   |
| 3                     | Bob Jungels (LUX)       | 33.                   |
| 5                     | Michael Schär (SUI)     | DNS                   |
| 6                     | Gijs Van Hoecke (BEL)   | 72.                   |
| 7                     | Andrea Vendrame (ITA)   | 6.                    |

| Alpecin-Fenix AFC | Alpecin-Fenix AFC       | Alpecin-Fenix AFC |
| ----------------- | ----------------------- | ----------------- |
| Nr.               | Rytter                  | Placering         |
| 11                | Jakub Mareczko (ITA)    | 19.               |
| 12                | Kristian Sbaragli (ITA) | 25.               |
| 13                | Tobias Bayer (AUT)      | 24.               |
| 14                | Simon Dehairs (BEL)     | 40.               |
| 15                | Jimmy Janssens (BEL)    | 109.              |
| 16                | Lionel Taminiaux (BEL)  | 96.               |

| Astana Qazaqstan Team AST | Astana Qazaqstan Team AST | Astana Qazaqstan Team AST |
| ------------------------- | ------------------------- | ------------------------- |
| Nr.                       | Rytter                    | Placering                 |
| 21                        | Vincenzo Nibali (ITA)     | 54.                       |
| 22                        | Gleb Brussenskij (KAZ)    | 61.                       |
| 23                        | Fabio Felline (ITA)       | 27.                       |
| 24                        | Michele Gazzoli (ITA)     | 73.                       |
| 25                        | Jevgenij Giditj (KAZ)     | 52.                       |
| 26                        | Antonio Nibali (ITA)      | 118.                      |
| 27                        | Artjom Zakharov (KAZ)     | 49.                       |

| Bardiani CSF Faizanè BCF | Bardiani CSF Faizanè BCF | Bardiani CSF Faizanè BCF |
| ------------------------ | ------------------------ | ------------------------ |
| Nr.                      | Rytter                   | Placering                |
| 31                       | Sacha Modolo (ITA)       | 57.                      |
| 32                       | Iker Bonillo (ESP)       | 116.                     |
| 33                       | Luca Covili (ITA)        | 71.                      |
| 34                       | Filippo Fiorelli (ITA)   | 12.                      |
| 35                       | Martin Marcellusi (ITA)  | 127.                     |
| 36                       | Fabio Mazzucco (ITA)     | DNF                      |
| 37                       | Alessandro Tonelli (ITA) | 56.                      |

| Bora-Hansgrohe BOH | Bora-Hansgrohe BOH     | Bora-Hansgrohe BOH |
| ------------------ | ---------------------- | ------------------ |
| Nr.                | Rytter                 | Placering          |
| 41                 | Wilco Kelderman (NED)  | 91.                |
| 42                 | Giovanni Aleotti (ITA) | 97.                |
| 43                 | Cesare Benedetti (POL) | 37.                |
| 44                 | Marco Haller (AUT)     | 62.                |
| 45                 | Luis-Joe Lührs (GER)   | DNS                |
| 46                 | Ide Schelling (NED)    | 66.                |
| 47                 | Frederik Wandahl (DEN) | 110.               |

| Cofidis COF | Cofidis COF              | Cofidis COF |
| ----------- | ------------------------ | ----------- |
| Nr.         | Rytter                   | Placering   |
| 51          | Simone Consonni (ITA)    | 9.          |
| 52          | Thomas Champion (FRA)    | 65.         |
| 53          | Davide Cimolai (ITA)     | DNS         |
| 54          | Alexandre Delettre (FRA) | 68.         |
| 55          | Szymon Sajnok (POL)      | 14.         |
| 57          | Hugo Toumire (FRA)       | 51.         |

| Drone Hopper-Androni Giocattoli DRA | Drone Hopper-Androni Giocattoli DRA | Drone Hopper-Androni Giocattoli DRA |
| ----------------------------------- | ----------------------------------- | ----------------------------------- |
| Nr.                                 | Rytter                              | Placering                           |
| 61                                  | Eduard-Michael Grosu (ROU)          | 16.                                 |
| 62                                  | Juan Diego Alba (COL)               | 124.                                |
| 63                                  | Ricardo Zurita (ESP)                | 67.                                 |
| 64                                  | Umberto Marengo (ITA)               | 28.                                 |
| 65                                  | Didier Merchán (COL)                | 123.                                |
| 66                                  | Filippo Tagliani (ITA)              | 20.                                 |
| 67                                  | Natnael Tesfatsion (ERI)            | 87.                                 |

| EF Education-EasyPost EFE | EF Education-EasyPost EFE | EF Education-EasyPost EFE |
| ------------------------- | ------------------------- | ------------------------- |
| Nr.                       | Rytter                    | Placering                 |
| 71                        | Alberto Bettiol (ITA)     | 39.                       |
| 72                        | Hugh Carthy (GBR)         | 112.                      |
| 73                        | Esteban Chaves (COL)      | 38.                       |
| 74                        | Ben Healy (IRL)           | 121.                      |
| 75                        | Alex Howes (USA)          | 79.                       |
| 76                        | Jonas Rutsch (GER)        | 29.                       |
| 77                        | James Shaw (GBR)          | 104.                      |

| Eolo-Kometa EOK | Eolo-Kometa EOK           | Eolo-Kometa EOK |
| --------------- | ------------------------- | --------------- |
| Nr.             | Rytter                    | Placering       |
| 81              | Alessandro Fancellu (ITA) | 84.             |
| 82              | Giovanni Lonardi (ITA)    | 78.             |
| 83              | Mirco Maestri (ITA)       | 42.             |
| 84              | Edward Ravasi (ITA)       | 90.             |
| 85              | Samuele Rivi (ITA)        | 93.             |
| 86              | Diego Sevilla (ESP)       | 81.             |
| 87              | Daniel Viegas (POR)       | 129.            |

| Ineos Grenadiers IGD | Ineos Grenadiers IGD       | Ineos Grenadiers IGD |
| -------------------- | -------------------------- | -------------------- |
| Nr.                  | Rytter                     | Placering            |
| 91                   | Laurens De Plus (BEL)      | 120.                 |
| 92                   | Eddie Dunbar (IRL)         | 60.                  |
| 93                   | Michał Kwiatkowski (POL)   | 32.                  |
| 96                   | Cameron Wurf (AUS)         | 119.                 |
| 97                   | Ben Swift (GBR) (landevej) | 8.                   |

| Intermarché-Wanty-Gobert Matériaux IWG | Intermarché-Wanty-Gobert Matériaux IWG | Intermarché-Wanty-Gobert Matériaux IWG |
| -------------------------------------- | -------------------------------------- | -------------------------------------- |
| Nr.                                    | Rytter                                 | Placering                              |
| 101                                    | Alexander Kristoff (NOR)               | 3.                                     |
| 102                                    | Biniam Girmay (ERI)                    | 10.                                    |
| 103                                    | Andrea Pasqualon (ITA)                 | 64.                                    |
| 104                                    | Simone Petilli (ITA)                   | 117.                                   |
| 105                                    | Lorenzo Rota (ITA)                     | 85.                                    |
| 106                                    | Loïc Vliegen (BEL)                     | 92.                                    |
| 107                                    | Georg Zimmermann (GER)                 | DNF                                    |

| Israel-Premier Tech IPT | Israel-Premier Tech IPT    | Israel-Premier Tech IPT |
| ----------------------- | -------------------------- | ----------------------- |
| Nr.                     | Rytter                     | Placering               |
| 111                     | Alessandro De Marchi (ITA) | 99.                     |
| 112                     | Alexander Cataford (CAN)   | 107.                    |
| 113                     | Itamar Einhorn (ISR)       | 17.                     |
| 114                     | Derek Gee (CAN)            | 22.                     |
| 115                     | Omer Goldstein (ISR)       | 26.                     |
| 116                     | Alastair MacKellar (AUS)   | 108.                    |
| 117                     | Corbin Strong (NZL)        | 18.                     |

| Movistar Team MOV | Movistar Team MOV         | Movistar Team MOV |
| ----------------- | ------------------------- | ----------------- |
| Nr.               | Rytter                    | Placering         |
| 121               | Alex Aranburu (ESP)       | 102.              |
| 122               | Will Barta (USA)          | 55.               |
| 123               | Iñigo Elosegui (ESP)      | 53.               |
| 124               | Iván García Cortina (ESP) | 63.               |
| 125               | Abner González (PUR)      | 86.               |
| 126               | Max Kanter (GER)          | 4.                |
| 127               | Gonzalo Serrano (ESP)     | 89.               |

| Quick-Step Alpha Vinyl QST | Quick-Step Alpha Vinyl QST    | Quick-Step Alpha Vinyl QST |
| -------------------------- | ----------------------------- | -------------------------- |
| Nr.                        | Rytter                        | Placering                  |
| 131                        | Mark Cavendish (GBR)          | 1.                         |
| 132                        | Mattia Cattaneo (ITA)         | 70.                        |
| 133                        | Rémi Cavagna (FRA) (landevej) | 47.                        |
| 134                        | Dries Devenyns (BEL)          | 111.                       |
| 135                        | Michael Mørkøv (DEN)          | 7.                         |
| 136                        | Pieter Serry (BEL)            | 95.                        |
| 137                        | Louis Vervaeke (BEL)          | 113.                       |

| Arkéa-Samsic ARK | Arkéa-Samsic ARK          | Arkéa-Samsic ARK |
| ---------------- | ------------------------- | ---------------- |
| Nr.              | Rytter                    | Placering        |
| 141              | Nacer Bouhanni (FRA)      | 2.               |
| 142              | Donavan Grondin (FRA)     | 58.              |
| 143              | Romain Hardy (FRA)        | 125.             |
| 144              | Kévin Ledanois (FRA)      | 126.             |
| 145              | Miguel Flórez López (COL) | 44.              |
| 146              | Clément Russo (FRA)       | 30.              |
| 147              | Alessandro Verre (ITA)    | 31.              |

| BikeExchange-Jayco BEX | BikeExchange-Jayco BEX      | BikeExchange-Jayco BEX |
| ---------------------- | --------------------------- | ---------------------- |
| Nr.                    | Rytter                      | Placering              |
| 151                    | Sam Bewley (NZL)            | 128.                   |
| 152                    | Tsgabu Grmay (ETH)          | 88.                    |
| 153                    | Kaden Groves (AUS)          | 101.                   |
| 154                    | Amund Grøndahl Jansen (NOR) | 122.                   |
| 155                    | Alexander Konysjev (ITA)    | 75.                    |
| 156                    | Cameron Meyer (AUS)         | 103.                   |

| Team DSM DSM | Team DSM DSM          | Team DSM DSM |
| ------------ | --------------------- | ------------ |
| Nr.          | Rytter                | Placering    |
| 161          | Alberto Dainese (ITA) | 13.          |
| 162          | Thymen Arensman (NED) | 80.          |
| 163          | Nikias Arndt (GER)    | 76.          |
| 164          | Marco Brenner (GER)   | 50.          |
| 165          | Chris Hamilton (AUS)  | 77.          |
| 166          | Lorenzo Milesi (ITA)  | 69.          |
| 167          | Martijn Tusveld (NED) | 43.          |

| TotalEnergies TEN | TotalEnergies TEN            | TotalEnergies TEN |
| ----------------- | ---------------------------- | ----------------- |
| Nr.               | Rytter                       | Placering         |
| 171               | Peter Sagan (SVK) (landevej) | 5.                |
| 172               | Edvald Boasson Hagen (NOR)   | 83.               |
| 173               | Niccolò Bonifazio (ITA)      | 94.               |
| 174               | Fabien Grellier (FRA)        | 114.              |
| 175               | Alan Jousseaume (FRA)        | 115.              |
| 176               | Paul Ourselin (FRA)          | 82.               |
| 177               | Julien Simon (FRA)           | 23.               |

| Trek-Segafredo TFS | Trek-Segafredo TFS            | Trek-Segafredo TFS |
| ------------------ | ----------------------------- | ------------------ |
| Nr.                | Rytter                        | Placering          |
| 181                | Matteo Moschetti (ITA)        | 100.               |
| 182                | Tony Gallopin (FRA)           | 98.                |
| 183                | Amanuel Ghebreigzabhier (ERI) | 74.                |
| 184                | Asbjørn Hellemose (DEN)       | 45.                |
| 185                | Jacopo Mosca (ITA)            | 105.               |
| 186                | Simon Pellaud (SUI)           | 34.                |
| 187                | Antonio Tiberi (ITA)          | 48.                |

| UAE Team Emirates UAD | UAE Team Emirates UAD      | UAE Team Emirates UAD |
| --------------------- | -------------------------- | --------------------- |
| Nr.                   | Rytter                     | Placering             |
| 191                   | Diego Ulissi (ITA)         | 46.                   |
| 192                   | Ivo Oliveira (POR)         | 41.                   |
| 193                   | Andrés Camilo Ardila (COL) | 106.                  |
| 194                   | Rui Costa (POR)            | 35.                   |
| 195                   | Alessandro Covi (ITA)      | 59.                   |
| 196                   | Ryan Gibbons (RSA)         | 21.                   |
| 197                   | Sebastián Molano (COL)     | 11.                   |